# Atletica leggera ai Giochi della XXI Olimpiade - Salto in lungo femminile

Video della Finale

Il salto in lungo ha fatto parte del programma femminile di atletica leggera ai Giochi della XXI Olimpiade. La competizione si è svolta il 23 luglio 1976 allo Stadio Olimpico (Montréal).

## Presenze ed assenze delle campionesse in carica
| Competizione      | Atleta           | Prestazione | Montréal 1976   |
| ----------------- | ---------------- | ----------- | --------------- |
| Olimpiadi 1972    | Heide Rosendahl  | 6,78 m      | Rit. 1972       |
| Commonwealth 1974 | Modupe Oshikoya  | 6,46 m      | Nigeria assente |
| Europei 1974      | Ilona Bruzsenyak | 6,65 m      | Presente        |
| Asiatici 1974     | Xiao Jieping     | 6,31 m      | Cina assente    |
| Panamericani 1975 | Ana Alexander    | 6,63A m     | Presente        |

1. ↑  Per il boicottaggio.
2. ↑  Il gigante asiatico non partecipa ai Giochi dal 1952.

La vincitrice dei Trials USA è Kathy McMillan con 6,78 m v.

La specialità vive sulla competizione tra due tedesche dell'Est: Angela Voigt e Sigrun Siegel, che si avvicendano come primatiste mondiali. Il 9 maggio la prima salta a Dresda 6,92; le risponde la seconda poco più di due mesi dopo sulla stessa pedana con 6,99 (una misura che sembra uno scherzo).

## Turno eliminatorio
Qualificazione6,30 m
Qualificazione e finale si disputano nello stesso giorno. Sei atlete ottengono la misura richiesta. Ad esse vanno aggiunti i 6 migliori salti, fino a 6,22 m.

La miglior prestazione appartiene a Lidia Alfejeva (URSS), con 6,54 m. Non supera il turno la campionessa europea Ilona Bruzsenyak: la finale perde una protagonista.

## Finale
Al primo turno di salti Angela Voigt cerca subito di fare una buona misura, che le permetta di non soffrire nel resto della gara. Ci riesce in pieno: 6,72. Nessuna delle rivali supera i 6,50. Al secondo turno non succede niente. Alla terza prova la Siegl salta 6,59: evidentemente non è in una buona giornata. Nei salti di finale viene anche superata dalla russa Alfejeva e, al quinto salto dall'americana McMillan. All'ultimo turno la Voigt, ormai sicura dell'oro, salta 6,57; la Siegl, curiosamente, ripete la misura e conferma la medaglia di legno.
| Pos | Atleta               | Paese            | 1º salto | 2º salto | 3º salto | 4º salto | 5º salto | 6º salto | Miglior Misura | Note |
| --- | -------------------- | ---------------- | -------- | -------- | -------- | -------- | -------- | -------- | -------------- | ---- |
|     | Angela Voigt         | Germania Est     | 6,72     | X        | 6,50     | 6,53     | X        | 6,57     | 6,72           |      |
|     | Kathy McMillan       | Stati Uniti      | X        | 6,31     | 6,43     | 6,47     | 6,66     | X        | 6,66           |      |
|     | Lidia Alfejeva       | Unione Sovietica | 6,46     | X        | 6,34     | 6,60     | 6,46     | 6,39     | 6,60           |      |
| 4   | Siegrun Siegl        | Germania Est     | 6,51     | 6,36     | 6,59     | 4,87     | 6,55     | 6,57     | 6,59           |      |
| 5   | Ildikó Szabó-Erdélyi | Ungheria         | 6,51     | 6,51     | 6,57     | 6,40     | 6,47     | X        | 6,57           |      |
| 6   | Jarmila Nygrýnová    | Cecoslovacchia   | 6,04     | 6,15     | 6,54     | x        | 6,36     | 6,50     | 6,54           |      |
| 7   | Heidemarie Wycisk    | Germania Est     | 6,21     | 6,39     | 6,38     | X        | 6,37     | 6,05     | 6,39           |      |
| 8   | Elena Vintilă        | Romania          | 6,38     | 6,36     | X        | 6,18     | 6,31     | X        | 6,38           |      |
| 9   | Susan Scott-Reeve    | Regno Unito      | 6,27     | 6,06     | X        |          |          |          | 6,27           |      |
| 10  | Anikó Milassin       | Ungheria         | 5,88     | 6,19     | 6,01     |          |          |          | 6,19           |      |
| 11  | Diane Jones          | Canada           | 6,13     | 5,93     | 6,04     |          |          |          | 6,13           |      |

Il totale fa 11 perché Liliana Panajotova (Bul) non è scesa in pedana.